# Idiocerus chisosus
Idiocerus chisosus är en insektsart som beskrevs av Delong och Caldwell 1937. Idiocerus chisosus ingår i släktet Idiocerus och familjen dvärgstritar. Inga underarter finns listade i Catalogue of Life.